# Berberis densifolia
Berberis densifolia är en berberisväxtart som beskrevs av Henry Hurd Rusby. Berberis densifolia ingår i släktet berberisar, och familjen berberisväxter. Inga underarter finns listade i Catalogue of Life.